# Misión Tacaaglé
Misión Tacaaglé es una localidad argentina del Departamento Pilagás, en la provincia de Formosa.
Se encuentra en el km 1410 de la RN 86, 248 km de la ciudad de Formosa.

## Historia
Debe su origen a la misión de Hnos. Franciscanos en un acuerdo con el gobierno del territorio nacional. El fin era integrar a los pobladores y a los aborígenes tobas. En la capilla de la antigua misión se guardan diversos elementos como atuendos, documentos y variados libros de la época.

## Población
Cuenta con 2,244 habitantes (Indec, 2010), lo que representa un incremento del 10,3% frente a los 2,034 habitantes (Indec, 2001) del censo anterior. En ambos casos debe tenerse en cuenta que se trata de la población correspondiente de la cabecera municipal y no a la totalidad del área del municipio ya que el INDEC no incluye en ese número la población rural.
| Gráfica de evolución demográfica de Misión Tacaaglé entre 1991 y 2010 |
|                                                                       |
| Fuente: Censos nacionales del INDEC                                   |

## Toponimia
Tacaaglé o Takaglé es un vocablo toba, que significa laguna de los chajá o Multitud de Chajá. Con esta palabra se expresa que en ese lugar existía un criadero de chajás.

## Parroquias de la Iglesia católica en Misión Tacaaglé
| Diócesis  | Formosa              |
| --------- | -------------------- |
| Parroquia | San Francisco Solano |